# Mais uma Vez (canção)
"Mais uma Vez" é uma canção composta por Renato Russo e Flávio Venturini em 1986 e lançada como o primeiro single do álbum Sete, da banda 14 Bis, em 1987. Traz a participação especial de Renato Russo, co-autor da música, cantando parte da canção.
Quando teve seu lançamento original, fez pouco sucesso. Porém, quando relançada apenas na voz de Renato Russo, em 2003, como primeiro single do álbum Presente, foi um grande hit no Brasil, sendo a mais bem-sucedida canção de Renato Russo em carreira solo. Esta versão foi tema da telenovela Mulheres Apaixonadas, no mesmo ano.

## Histórico
A canção foi composta em 1986. Flávio Venturini lembra que conheceu Renato Russo nos estúdios da EMI-Odeon, no Rio de Janeiro, em 1986, quando o 14 Bis e o Legião Urbana estavam em salas próximas gravando os respectivos álbuns Sete e Dois. Venturini, que chegara mais cedo que os colegas, estava ensaiando uma canção inédita para o novo álbum, quando Russo entrou na sala em que estava e pediu-lhe para fazer a letra da canção. Renato propôs-lhe escrever uma letra sobre um pai dizendo ao seu filho que o Sol voltaria a brilhar após a tempestade. Venturini gostou da ideia e enviou-lhe, então, uma fita com a base da música, com Russo prometendo-lhe enviar a letra. Por Russo estar ocupado com as gravações de Dois, somente após três meses é que Venturini recebeu a letra pronta. Russo fez ligeiras modificações na melodia, devido a improvisações.
Sobre a gravação, Venturini diz que convidou Russo a participar da gravação da canção com o 14 Bis, o que resultou na versão final do álbum Sete. Ele cantou tudo primeiro, depois Renato cantou a canção toda novamente, eles selecionaram partes de cada um e Mayrton Bahia editou uma versão final. Já Renato Russo diz que, por não saber explicar ao grupo como era a melodia, cantou a música no estúdio e gravou a voz guia, porém o grupo achou por bem inseri-la na versão final.

## Estrutura
A letra é composta de frases motivacionais como "Espera que o sol já vem", "Nunca deixe que lhe digam que não vale a pena acreditar no sonho que se tem" ou "Se você quiser alguém em quem confiar, confie em si mesmo". Renato Russo diz que, de fato, acredita no que escreveu e que fala das mesmas coisas, mas de maneira diferente, nas canções da Legião Urbana.
A canção é composta em tonalidade Si bemol maior e possui andamento andante. Na versão do 14 Bis lançada no álbum Sete, possui falsettos por Flávio Venturini, que canta o refrão, enquanto Renato Russo canta, em voz natural, as estrofes; porém, na versão do videoclipe, Venturini canta a música inteira só. Na versão solo de Renato Russo, ele canta só.

## Versão do 14 Bis

### Faixas
Todas as letras escritas por Renato Russo, todas as músicas compostas por Flávio Venturini e Renato Russo.
| 12" PROMO (EMI 9951 039) |                |         |  |
| N.º                      | Título         | Duração |  |
| 1.                       | "Mais uma Vez" | 5:05    |  |
| 2.                       | "Mais uma Vez" | 5:05    |  |
| Duração total:           | Duração total: | 10:10   |  |

### Ficha técnica
- Flávio Venturini — vocal e teclados
- Sérgio Magrão — vocal e baixo elétrico
- Hely Rodrigues — bateria
- Cláudio Venturini — vocal e guitarra

## Versão solo de Renato Russo
Entre 2001 e 2002, o pesquisador Marcelo Fróes se dedicou a procurar nos arquivos de Renato Russo registros musicais aptos a serem lançados. Quando ele e o produtor Nilo Romero estavam já prontos a simplesmente remixar a versão lançada por Russo e o 14 Bis a fim de lançá-la no álbum Presente, encontraram uma fita contendo uma faixa vocal apenas com a voz de Russo. Assim sendo, Romero decidiu produzir uma nova gravação sobre a faixa de voz encontrada, atualizando a canção. A fita estava guardada nos arquivos da EMI havia mais de 15 anos. Tanto esta versão inédita quanto a versão original foram incluídas no álbum.
A faixa foi incluída na trilha sonora da telenovela Mulheres Apaixonadas, da Rede Globo. Foi produzido um videoclipe da canção que incluía desenhos infantis e imagens de arquivo de Russo.

### Ficha técnica
Fonte:
- Nilo Romero — baixo elétrico e violão de aço
- Jongui — bateria
- Sacha Amback — teclados
- Billy Brandão — guitarras
- Paulinho Moska — violões de nylon e de 12 cordas

### Posições nas paradas
Versão solo de Renato Russo em 2003
| País                          | Posição |
| ----------------------------- | ------- |
| Brasil - Brazil Top 20 Charts | 1       |